# Charles Yorke, 4. Earl of Hardwicke

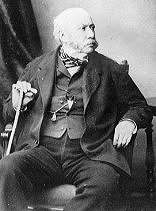
Charles Yorke, 4. Earl of Hardwicke

Charles Philip Yorke, 4. Earl of Hardwicke PC FRS (* 2. April 1799 in Sydney Lodge, Southampton, England; † 17. September 1873 ebenda) war ein britischer Politiker der Conservative Party und Admiral der Royal Navy. Er war von 1831 bis 1834 Mitglied des House of Commons, von 1834 bis 1873 als Mitglied des House of Lords und von 1834 bis 1873 Lord Lieutenant von Cambridgeshire. Er fungierte ferner 1852 als Postminister (Postmaster General) sowie von 1858 bis 1859 als Lordsiegelbewahrer (Lord Privy Seal).

## Leben

### Familiäre Herkunft und Geschwister
Yorke war das zweite von fünf Kindern sowie der älteste Sohn von Vizeadmiral Sir Joseph Sidney Yorke, der von 1806 bis 1831 verschiedene Wahlkreise als Abgeordneter des Unterhauses vertrat, sowie dessen Ehefrau Elizabeth Weake Rattray. Sein Großvater Charles Yorke war 1770 drei Tage lang Lordkanzler von Großbritannien.
Seine ältere Schwester Lady Agneta Elizabeth Yorke († 1851) war die erste Ehefrau des Bankiers Robert Cooper Lee Bevan, der Seniorpartner der Universalbank Barclays war.
Sein jüngerer Bruder Venerable Hon. Henry Reginald Yorke (1803–1871), war anglikanischer Pfarrer von Aspeden in Hertfordshire und Wimpole in Cambridgeshire. Sein zweiter jüngerer Bruder Hon. Eliot Thomas Yorke (1805–1885) war von 1835 bis 1865 Unterhausabgeordneter der Conservative Party für Cambridgeshire. Der jüngste Bruder Very Rev. Hon. Grantham Munton Yorke (1809–1879) war anglikanischer Geistlicher und unter anderem zwischen 1874 und 1879 Dekan der Kathedrale von Worcester.

### Offizier der Royal Navy
Nachdem Yorke  zwischen 1810 und 1813 seine schulische Ausbildung an der traditionsreichen, elitären Harrow School absolviert hatte, trat er im Februar 1813 in die Royal Navy ein und wurde nach einer zweijährigen Ausbildung im Mai 1815 zum Midshipman auf dem Flaggschiff des Kronprinzen im Marinestützpunkt Spithead ernannt. Anschließend versah er vorübergehend Dienst auf dem Linienschiff HMS Leviathan und danach auf dem Linienschiff HMS Queen Charlotte, mit dem er unter dem Kommando von Admiral Edward Pellew am 27. August 1816 an der Bombardierung Algiers teilnahm.
Daraufhin fand Yorke Verwendung an Bord der HMS Leander, dem Flaggschiff von Konteradmiral David Milne im Bereich der North America Station, den Marinestützpunkten in Nordamerika. Am 14. August 1819 wurde er an Bord der HMS Phaëton zum Lieutenant befördert, deren Kommandant er nach seiner Beförderung zum Commander am 18. Mai 1822 wurde. Im August 1823 übernahm er das Kommando der Briggsloop HMS Alacrity bei deren Verlegung ins Mittelmeer, wo er aktiv an der Bekämpfung der dortigen Piraterie teilnahm.
Am 8. Juni 1825 erfolgte die Beförderung Yorkes zum Captain. Zuletzt war er zwischen 1828 und 1831 Kommandant der ebenfalls im Mittelmeer stationierten Korvette HMS Alligator, die vorwiegend im Ionischen und Ägäischen Meer operierte.

### Unterhausabgeordneter, Oberhausmitglied und Lord Lieutenant von Cambridgeshire
Nach seiner Rückkehr begann Yorke seine politische Laufbahn und wurde als Kandidat der Conservative Party am 13. Juli 1831 erstmals als Abgeordneter für das Borough Reigate in Surrey zum Mitglied des House of Commons gewählt. Er hatte dieses Mandat bis zum 10. Dezember 1832 inne und wurde im Anschluss wurde er am 10. Dezember 1832 als Abgeordneter für das County Cambridgeshire wiedergewählt.
Als sein Onkel Philip Yorke, 3. Earl of Hardwicke, der älteste Bruder seines Vaters, am 18. November 1834 ohne lebenden männlichen Nachkommen starb, erbte er dessen Adelstitel als 4. Earl of Hardwicke, 4. Viscount Royston und 4. Baron Hardwicke. Diese Titel gehören zur Peerage of Great Britain und waren mit einem Sitz im House of Lords verbunden. Yorke schied daher aus dem House of Commons aus und gehörte bis zu seinem Tod dem House of Lords an.
Gleichzeitig übernahm er von seinem Onkel 1834 auch das Amt als Lord Lieutenant von Cambridgeshire. In diesem Amt fungierte er als Stellvertreter von Königin Victoria in dieser Grafschaft und hatte dieses Amt ebenfalls bis zu seinem Tod inne. Nachfolger wurde daraufhin Charles Watson Townley.

### Lord in Waiting und Postminister
Sein erstes Regierungsamt übte er vom 30. August 1841 bis zum 30. Juni 1846 als Lord-in-Waiting in der Regierung von Premierminister Robert Peel aus. Als solcher war er 1842 Begleiter des Königs von Preußen Friedrich Wilhelm IV. bei dessen Besuch in England. 1843 bekleidete er das Amt des Präsidenten der Royal Agricultural Society of England. 1844 bis 1845 war er zudem Kommandant der Yacht Black Eagle, auf der er den Zaren von Russland, Nikolaus I., über den Ärmelkanal fuhr. Diese schenkte ihm dafür eine wertvolle, mit Diamanten verzierte Schnupftabaksdose.
1847 wurde er Fellow der Royal Society und fungierte auch als Ratgeber des Chancellor of the Duchy of Lancaster.
Am 1. März 1852 wurde der Earl of Hardwicke von Premierminister Edward Smith-Stanley, 14. Earl of Derby zum Postminister (Postmaster General) in dessen erstes Kabinett berufen, dem er bis zum Ende von Derbys Amtszeit am 17. Dezember 1852 angehörte. Zugleich wurde er 1852 zum Mitglied des Privy Council berufen.

### Lordsiegelbewahrer
Nachdem er keine Funktionen mehr in der Royal Navy übernommen hatte, wurde er am 12. Januar 1854 im Rang eines Konteradmirals in die Ruhestandsliste übernommen.
Der Earl of Hardwicke, dem von der University of Cambridge ein Ehrendoktor der Rechtswissenschaften (Honorary Doctor of Law) sowie von der University of Oxford ein Ehrendoktor des Zivilrechts (Honorary Doctor of Civil Law) verliehen wurde, wurde am 26. Februar 1858 vom Earl of Derby, nachdem dieser erneut das Amt des Premierministers übernommen hatte, zum Lordsiegelbewahrer (Lord Privy Seal) in dessen zweite Regierung berufen und verblieb bis zum 11. Juni 1859 in diesem Amt.
Am 24. November 1858 wurde er zum Vizeadmiral befördert sowie zuletzt am 3. Dezember 1863 zum Admiral.

### Ehe und Nachkommen
Yorke heiratete am 14. Oktober 1833 Hon. Susan Liddell, eine Tochter von Thomas Liddell, 1. Baron Ravensworth. Aus dieser Ehe gingen drei Töchter und fünf Söhne hervor.
Die älteste Tochter Lady Elizabeth Philippa Yorke (1834–1916) war zwei Mal verheiratet, und zwar in erster Ehe mit Henry John Adeane, der von 1857 bis 1865 Unterhausabgeordneter für Cambridgeshire war, sowie in zweiter Ehe mit Michael Biddulph, der zwischen 1865 und 1900 Unterhausabgeordneter für Herefordshire war und 1903 als erblicher Baron Biddulph geadelt und Mitglied des Oberhauses wurde. Sein ältester Sohn Hon. Charles Philip Yorke (1836–1897) war von 1865 und 1873 ebenfalls Unterhausabgeordneter für Cambridgeshire und erbte bei seinem Tod 1873 seine Adelstitel als 5. Earl of Hardwicke und wurde dadurch Mitglied des Oberhauses. Er hatte von 1874 bis 1880 auch das Hofamt des Master of the Buckhounds inne. Seine zweitälteste Tochter Lady Mary Catherine Yorke (1837–1890) war mit William George Craven verheiratet, einem Offizier des Gardekavallerieregiments der Life Guards und Enkel des Generals William Craven, 1. Earl of Craven. Die drittälteste Tochter Lady Agneta Harriet Yorke (1838–1919) heiratete Konteradmiral Victor Alexander Montagu, einen Sohn von John Montagu, 7. Earl of Sandwich. Sein zweitältester Sohn Hon. John Manners Yorke (1840–1909) wurde nach dem Tod seines unverheirateten und kinderlosen Neffen Albert Yorke, 6. Earl of Hardwicke 1904 die Titel als 7. Earl of Hardwicke und wurde dadurch Mitglied des Oberhauses. Der drittälteste Sohn Hon. Victor Alexander Yorke (1842–1867) diente als Lieutenant bei der Royal Artillery, verstarb allerdings bereits am 23. Dezember 1867 im Alter von 25 Jahren. Sein viertältester Sohn Elliot Constantine Yorke (1843–1878) war von 1874 bis zu seinem Tod 1878 ebenfalls Unterhausabgeordneter für Cambridgeshire. Der jüngste Sohn Hon. Alexander Grantham Yorke (1847–1911) fungierte zwischen 1884 und 1901 als einer der Kammerjunker (Groom in Waiting) von Königin Victoria.